# El Confidencial
El Confidencial é um jornal diário digital espanhol, situado em Madrid. Fundado em 2001, pertence à Titania Compañía Editorial, sendo que sua posição política é orientada pelo Liberalismo. Foi um dos meios de comunicação participantes da investigação conhecida como Panama Papers, cuja mesma girava em torno de materiais vazadas do escritório de advocacia Mossack Fonseca. De acordo com dados elaborados pela Alexa, sua página oficial é uma das quarenta mais acessadas por toda a Espanha.